# Torasjärvi (ort)
Torasjärvi är en ort i Gällivare kommun, Norrbottens län. Vid folkräkningen 1890 hade orten 41 invånare och i juni 2025 fanns det enligt Ratsit 11 personer över 16 år registrerade med Torasjärvi som adress.